# Herman Krefeld
Pour les articles homonymes, voir Kerfeld.
Herman Krefeld, né au Danemark en 1903 et mort en 1962, est un auteur danois de roman policier.

## Biographie
Il a publié deux romans policiers pour le compte des éditions danoises Antikvariat Pinkerton.
Son petit-fils Michael Katz Krefeld est également auteur de romans policiers.

## Œuvre

### Romans policiers
- Doden Laegger Kabale (1945)
- Leopardkloen (1946) Publié en français sous le titre Les Griffes du léopard, Paris, Librairie des Champs-Élysées, Le Masque no 406, 1951

## Sources
- Jacques Baudou et Jean-Jacques Schleret, Le Vrai Visage du Masque, vol. 1, Paris, Futuropolis, 1984, 476 p. (OCLC 311506692), p. 271.